# Cho Man Sik
Cho Man Sik (tiếng Hàn Quốc: 조만식, 1 tháng 2 năm 1883 - 15 tháng 10 năm 1950), hiệu Kodang, là một nhà hoạt động dân tộc chủ nghĩa cho phong trào độc lập Triều Tiên. Ông dần tham gia vào cuộc đấu tranh quyền lực hình thành Bắc Triều Tiên trong những tháng sau khi Nhật Bản đầu hàng, chấm dứt Thế chiến 2. Ban đầu, Cho được Liên Xô hỗ trợ để cuối cùng cai trị Bắc Triều Tiên. Tuy nhiên, do phản đối phương án ủy thác, ông bị mất sự ủng hộ và bị tước đoạt quyền lực bởi những người cộng sản Bắc Triều Tiên được Liên Xô chống lưng. Bị quản thúc tại gia vào tháng 1 năm 1946, sau đó ông đã mất tích khi bị đưa vào hệ thống nhà tù của Bắc Triều Tiên mà người ta thường tin rằng ông đã bị hành quyết tại đây ngay sau khi Chiến tranh Triều Tiên nổ ra.